# Alberto Lati
Alberto Lati Mercado (Ciudad de México, México, 20 de junio de 1978) es un periodista y escritor mexicano. Licenciado en Ciencias de la Comunicación por la Universidad Iberoamericana.  
Actualmente trabaja en Fox Sports  con su programa "Latitud Fox" y realizando reportajes especiales como la Copa Mundial de la FIFA Rusia 2018,  Super Bowl LV, la Serie Mundial y Juegos Olímpicos: Río de Janeiro 2016.También colabora con Claro Sports y el Diario 24 Horas desde 2016.

## Periodista
En 1995, con 17 años, comenzó a trabajar en el área de deportes de Televisa. En un inicio hacía trabajo de mensajería y de apoyo a los reporteros. [cita requerida]
En el año 2000 fue enviado a Bélgica para dar cobertura a la Eurocopa 2000.
En enero de 2002 fue enviado como corresponsal a Tokio para dar cobertura a los preparativos de la Copa Mundial de Fútbol de 2002. Al terminar, fue corresponsal por un año en España y  por otro año en Grecia con motivo de los Juegos Olímpicos de Atenas 2004. Así seguiría por otra década, siendo corresponsal por un año en Múnich para la Copa Mundial de Fútbol de 2006, para los Juegos Olímpicos de Pekín 2008, en Johannesburgo para la Copa Mundial de Fútbol de 2010, en Londres para los Juegos Olímpicos de Londres 2012 y para  Juegos Olímpicos de Río de Janeiro 2016 en Río de Janeiro
Además de cinco ediciones de Copa Mundial de Fútbol y cinco de Juegos Olímpicos, ha cubierto varias ediciones de Super Bowl, Eurocopa, Copa Libertadores, Serie Mundial y finales de Liga de Campeones de la UEFA.
Ha sido enviado especial en eventos deportivos como los Juegos Olímpicos, el Super Bowl, la Eurocopa y Copa Libertadores. Debido a su profesión ha visitado casi cien países y radicado en Tokio, Madrid, Atenas, Múnich, Beijing, Johannesburgo y Londres. 
En julio de 2021 ACNUR, la Agencia de la ONU para los Refugiados, anunció el nombramiento del reconocido periodista, escritor y comentarista deportivo Alberto Lati, como Embajador de Buena Voluntad. Colabora con ACNUR en la campaña #ConLosRefugiados para el Día Mundial del Refugiado. El 6 de julio de 2012 el periodista portó la antorcha olímpica por invitación del Comité Organizador de los Juegos Olímpicos en Londres.[cita requerida]
Tras una serie de rumores en diversos medios que señalaban una ruptura de Lati con Televisa, en abril de 2016 el comunicador confirmó: "He dejado de trabajar en Televisa, mi casa por más veinte años. Me voy con gratitud por una carrera que jamás pude haber soñado. Más de la mitad de mi vida ha transcurrido en Televisa. Termina este viaje de mil aviones, cien países e incontables sueños cumplidos. Mi vida, sin duda, queda marcada".
Durante la Copa Mundial de Fútbol 2018 realizó la serie especial "Latitud Rusia" para National Geographic en donde recorre y describe los lugares más importantes de Rusia., entrelazando la historia, política, cultura y fútbol.  
En febrero de 2021, Lati es invitado a formar parte de la Asociación Internacional de Hiperpolíglotas, reconocida por sus siglas en inglés como HYPIA. Desde 2023, Lati participa como comentarista invitado en el programa Tercer Grado Deportivo de Televisa. Actualmente habla español, inglés, francés, japonés, italiano, griego, alemán, hebreo, mandarín, Zulu, portugués y ruso.[cita requerida]

## Escritor
Lati publicó su primer libro, Latitudes: Crónica, viaje y balón en el cual narra sus viajes alrededor del mundo. En 2018 publica su primera novela de ficción "Aquí, Borya". En mayo de 2020 publicó los libros  "100 Dioses del Olimpo: De niños a Superhéroes " y  "20 pelotazos de esperanza en tiempos de crisis".

### Publicaciones
1. "Latitudes: Crónica, viaje y balón" - 2013 ISBN 6077638951
2. "Aquí, Borya" - 2018 ISBN 6073173156
3. "100 genios del balón" - 2019 ISBN 9786073173889
4. "100 Dioses del Olimpo: De niños a Superhéroes " - 2020 ISBN 9786073188364
5. "20 pelotazos de esperanza en tiempos de crisis" - 2020 ISBN 9786073195508
6. "Genios de Qatar" - 2022 ISBN 978-6073816311

## Vida personal
Estudió toda su formación primaria, secundaria y preparatoria en el Colegio Hebreo Tarbut de la Ciudad de México, así como su licenciatura en la Universidad Iberoamericana.
Está casado desde 2009 con Sara Atri, con quien tiene tres hijos: Tamara, Adolfo y Rubén. 
El 25 de agosto de 2020 se dio a conocer que había fallecido a los 81 años su padre, Adolfo Lati Cohen. El periodista agradeció las muestras de cariño recibidas: "No tengo palabras para agradecer tanto cariño brindado ante el fallecimiento de mi padre".